# Milaan-San Remo 1927
De wielerwedstrijd Milaan-San Remo 1927 werd dat jaar verreden op 3 april.
Het parcours van deze 20e editie was 286,5 kilometer lang. De winnaar legde de afstand af in 9u 43min 00sec, met een gemiddelde van 29,485 km/h. De Italiaan Pietro Chesi was de snelste. Zeven renners werden samen op de negende plaats gezet de volgorde hieronder van plaats negen tot plaats vijtien geeft niet per se dus de volgorde weer waarin ze zijn aangekomen.

## Deelnemende ploegen
| Deelnemende teams | Deelnemende teams     | Deelnemende teams | Deelnemende teams |
| ----------------- | --------------------- | ----------------- | ----------------- |
| Nicolo Biondo     | Legnano-Pirelli       | Bianchi-Pirelli   | Mifa              |
| Wolsit-Pirelli    | Berrettini-Hutchinson | Ives-Pirelli      | Olympique-Wolber  |
| Diamant           | Christophe-Hutchinson | Ganna-Dunlop      | Aliprandi-Pirelli |

## Uitslag
| Plaats  | Naam                | Ploeg                 |          |
| ------- | ------------------- | --------------------- | -------- |
| Winnaar | Pietro Chesi        | Nicolo Biondo         | 9u43'00" |
| 2       | Alfredo Binda       | Legnano-Pirelli       | +9'00"   |
| 3       | Domenico Piemontesi | Bianchi-Pirelli       | z.t.     |
| 4       | Arturo Bresciani    | Bianchi-Pirelli       | +12'00"  |
| 5       | Heiri Suter         | Mifa                  | z.t.     |
| 6       | Antonio Negrini     | Wolsit-Pirelli        | z.t.     |
| 7       | Giuseppe Pancera    | Berrettini-Hutchinson | z.t.     |
| 8       | Federico Gay        | Mifa                  | z.t.     |
| 9       | Giovanni Brunero    | Legnano-Pirelli       | z.t.     |
| 10      | Aristide Cavallini  | Individueel           | z.t.     |
| 11      | Battista Giuntelli  | Bianchi-Pirelli       | z.t.     |
| 12      | Allegro Grandi      | Ives-Pirelli          | z.t.     |
| 13      | Mario Lusiani       | Bianchi-Pirelli       | z.t.     |
| 14      | Felix Manthey       | Mifa                  | z.t.     |
| 15      | Egidio Picchiottino | Bianchi-Pirelli       | z.t.     |
| 16      | Georges Antenen     | Olympique-Wolber      | +12'30"  |
| 17      | Pietro Bestetti     | Diamant               | +13'00"  |
| 18      | Albert Blattmann    | Diamant               | +13'30"  |
| 19      | Alfonso Piccin      | Christophe-Hutchinson | +15'00"  |
| 20      | Angelo Rinaldi      | Individueel           | +16'00"  |

1907 · 1908 · 1909 · 1910 · 1911 · 1912 · 1913 · 1914 · 1915 · 1916 · 1917 · 1918 · 1919 · 1920 · 1921 · 1922 · 1923 · 1924 · 1925 · 1926 · 1927 · 1928 · 1929 · 1930 · 1931 · 1932 · 1933 · 1934 · 1935 · 1936 · 1937 · 1938 · 1939 · 1940 · 1941 · 1942 · 1943 · 1944 · 1945 · 1946 · 1947 · 1948 · 1949 · 1950 · 1951 · 1952 · 1953 · 1954 · 1955 · 1956 · 1957 · 1958 · 1959 · 1960 · 1961 · 1962 · 1963 · 1964 · 1965 · 1966 · 1967 · 1968 · 1969 · 1970 · 1971 · 1972 · 1973 · 1974 · 1975 · 1976 · 1977 · 1978 · 1979 · 1980 · 1981 · 1982 · 1983 · 1984 · 1985 · 1986 · 1987 · 1988 · 1989 · 1990 · 1991 · 1992 · 1993 · 1994 · 1995 · 1996 · 1997 · 1998 · 1999 · 2000 · 2001 · 2002 · 2003 · 2004 · 2005 · 2006 · 2007 · 2008 · 2009 · 2010 · 2011 · 2012 · 2013 · 2014 · 2015 · 2016 · 2017 · 2018 · 2019 · 2020 · 2021 · 2022 · 2023 · 2024 · 2025
Lijst van beklimmingen